# Konrad Wysocki
Konrad Christoph Wysocki (Rzeszów, 28 marzo 1982) è un ex cestista tedesco.

## Carriera
Con la Germania ha disputato i Giochi olimpici di Pechino 2008 e i Campionati europei del 2009.